# コモリグモ
コモリグモ（子守蜘蛛）は、クモ綱クモ目コモリグモ科 Lycosidae に属するクモの総称である。雌親が卵と幼虫を腹部で保護する習性があることから、この名がある。

## 特徴
コモリグモは、活発な徘徊性のクモであり、やや小型の種が多い。体色は灰色か褐色を中心とした、地味なものが多い。
頭胸部、腹部はいずれも楕円形で、目だった特徴は少ない。目の配列は特殊で、3列をなす。前列眼は小型で、ほぼ真っすぐに並んでいるが、後列の眼がよく発達する。後中眼が特によく発達し、前方を向く。後側眼は後中眼よりずっと後ろに位置するので、全体としては3列をなすように見える。
足は比較的たくましい。後ろ足が長いものが多い。足の爪は3本で、造網性のクモの系列であることを示している。

## 習性

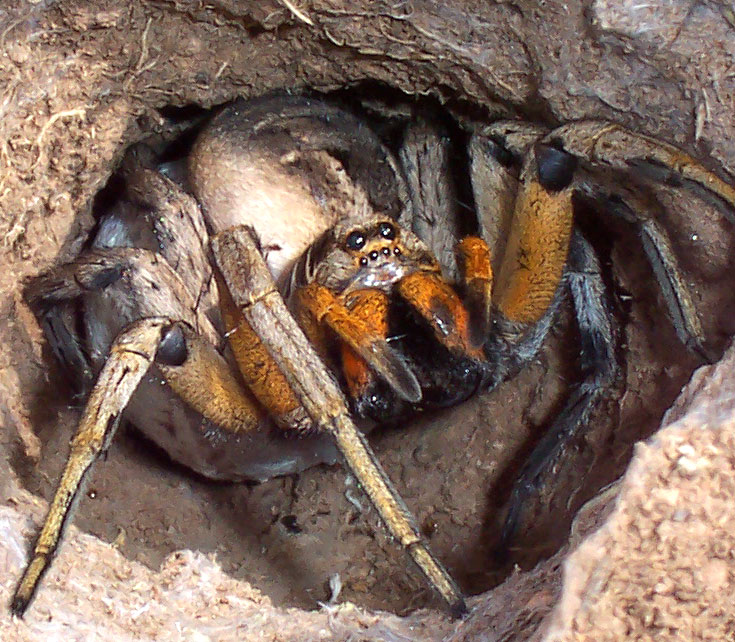
巣穴で卵を守るコモリグモ科の1種

徘徊性で、地上を歩き回って虫を捕らえるものが多いが、網や巣を造るものもある。

## 名前に関して
コモリグモ科は、1973年8月まではドクグモ科と呼ばれていた。これは、ヨーロッパの伝説の毒グモであるタランチュラコモリグモの仲間だったからである。しかし、実際にはそれほど強い毒があるわけではなく、ただでさえクモといえば毒と言われるなか、この名前は誤解を招き過ぎるとの判断から、改名することとなった。保育習性があることに基づいて、現在の名が使われるようになった。それに伴い、個々の属や種の和名も変更になった（カイゾクドクグモ属 → カイゾクコモリグモ属、ウヅキドクグモ→ ウヅキコモリグモ）。英語圏では Wolf spider と呼ばれる。

## 分類
コモリグモ科には多くの属種がある。代表的なもののみ挙げるにとどめる。
コモリグモ科 Lycosidae
- コモリグモ属 Lycosa - ハラクロコモリグモ、イソコモリグモ、タランチュラコモリグモ
- オオアシコモリグモ属 Pardosa - キクヅキコモリグモ、ウヅキコモリグモ、ハリゲコモリグモ
- キタコモリグモ属 Trochosa - カラフトコモリグモ
- カイゾクコモリグモ属 Pirata - カイゾクコモリグモ、キバラコモリグモ
- ミズコモリグモ属 Arctosa - エビチャコモリグモ、ヒノマルコモリグモ